# Nudaria dilucida
Nudaria dilucida là một loài bướm đêm thuộc phân họ Arctiinae, họ Erebidae.